# Bhyragamadinne, Siruguppa
Bhyragamadinne là một làng thuộc tehsil Siruguppa, huyện Bellary, bang Karnataka, Ấn Độ.